# Énergie sombre
«  Énergie noire » redirige ici. Ne pas confondre avec Énergie grise.
Ne doit pas être confondu avec Matière noire ou Énergie fantôme.

Répartition de la densité d'énergie de l'Univers après exploitation des premières données obtenues par le télescope spatial Planck. L'énergie sombre en serait la composante principale.

En cosmologie, l'énergie sombre (ou parfois énergie noire ; en anglais : dark energy) est une forme d'énergie hypothétique remplissant uniformément tout l'Univers et dotée d'une pression négative, elle se comporte comme une force gravitationnelle répulsive. L'existence de l'énergie sombre est nécessaire pour expliquer, dans le cadre du modèle standard ΛCDM, diverses observations astrophysiques, notamment l'accélération de l'expansion de l'Univers détectée au tournant du XXIe siècle. L'énergie sombre ne doit pas être confondue avec la matière noire qui, au contraire, ne remplit pas uniformément l'Univers et qui interagit normalement (forces attractives) avec la gravitation.
Malgré une densité très faible (de l'ordre de 10−29 g/cm3), l'énergie sombre serait une composante majeure de l'Univers, représentant environ 68 % de la densité d'énergie totale de l'Univers.
Sa nature reste aujourd'hui encore inconnue. Il peut s'agir simplement de la constante cosmologique induite par la relativité générale qui aurait une valeur non nulle. Il existe d'autres hypothèses, menant soit à une modélisation différente de la matière (quintessence, k-essence, modèles unifiés de matière et d'énergie sombre), soit à une modélisation différente de la gravitation (gravité f(R), champs scalaires, cosmologie branaire). Le choix entre ces différentes hypothèses dépend essentiellement des contraintes apportées par l'observation, notamment des supernovas de type Ia, du fond diffus cosmologique ou des oscillations acoustiques baryoniques. L'existence de l'énergie sombre est par ailleurs contestée par divers modèles cosmologiques alternatifs au modèle standard ΛCDM, la considérant comme un simple artefact ad hoc rappelant l'hypothèse de l'éther luminifère de la fin du XIXe siècle.

## Naissance de la notion d'énergie sombre
L'expression dark energy (« énergie sombre ») a été citée pour la première fois dans un article de Huterer et Turner en 1998, quelques mois après la découverte de l'accélération de l'expansion de l'Univers. En effet, à la fin des années 1990, les satellites et les télescopes ont permis des mesures très précises des supernovas distantes et du fond diffus cosmologique. Plusieurs caractéristiques observées, notamment l'accélération de l'expansion de l'Univers, conduisent à supposer qu'il existe effectivement une sorte d'énergie (baptisée sombre), dont une des caractéristiques principales serait d'avoir une pression négative, qui la fait se comporter comme une force gravitationnelle répulsive.
Du fait de sa nature répulsive, l'énergie sombre a tendance à accélérer l'expansion de l'Univers, plutôt que la ralentir, comme le fait la matière « normale ». Un Univers accélérant est exactement ce que l'on constate en observant les supernovas les plus lointaines. D'une manière remarquable, ces observations semblent indiquer que l'énergie sombre doit représenter environ 70 % de la densité d'énergie totale de l'Univers.
Mais l'idée d'une composante accélératrice, invisible et diffuse, de l'Univers est plus ancienne.
Historiquement, la seule forme d'énergie (hypothétique) se comportant comme de l'énergie sombre était la constante cosmologique, proposée dans un autre contexte par Albert Einstein en 1916, et les seuls modèles faisant appel à de l'énergie sombre utilisaient en réalité une constante cosmologique. La motivation initiale d'Einstein restait cependant fort éloignée de celles qui motivent l'intérêt actuel pour l'énergie sombre. En effet, en 1916, date à laquelle l'expansion de l'Univers n'était pas connue, Albert Einstein considérait que l'Univers devait être statique, aussi lui fallait-il introduire une nouvelle force s'opposant à l'attraction gravitationnelle. Le candidat idéal fut trouvé avec la constante cosmologique, qui permettait, dans certaines conditions très particulières de contrebalancer exactement l'effet attractif de la force gravitationnelle.
Ce n'est que bien plus tard, en 1988, que fut proposé par les astrophysiciens Jim Peebles et Bharat Ratra un autre modèle d'énergie sombre, qui fut plus tard appelée quintessence. L'intérêt pour l'énergie sombre ne prit son essor qu'à partir de la fin des années 1990, époque où fut mise en évidence la réalité de l'énergie sombre par le phénomène d'accélération de l'expansion de l'Univers. Par la suite, d'autres modèles furent proposés, parmi lesquels l'énergie fantôme, la k-essence, et le gaz de Chaplyguine (en). Tous possèdent la même caractéristique essentielle, celle d'avoir une pression suffisamment négative pour permettre d'expliquer, au moins qualitativement, l'accélération de l'expansion de l'Univers.
Les recherches astrophysiques actuelles sur le sujet ont pour but principal de mesurer avec précision l'histoire de l'expansion de l'Univers afin de déterminer la manière dont l'expansion varie avec le temps et en déduire les propriétés de l'énergie sombre, en particulier son équation d'état.

## Nature de l'énergie sombre
La nature exacte de l'énergie sombre fait largement partie du domaine de la spéculation. Certains physiciens estiment que l'énergie sombre serait l'énergie du vide quantique, modélisée par la constante cosmologique de la relativité générale, grandeur postulée par Albert Einstein avant de la considérer quelques années plus tard comme sa « principale erreur scientifique ». C'est l'explication la plus simple et poser une constante cosmologique signifie que la densité de l'énergie sombre est uniforme, et constante dans tout l'Univers, invariable en fonction du temps. C'est la forme introduite par Einstein, et cette forme est cohérente avec nos observations actuelles de l'Univers. Si l'énergie sombre prend effectivement cette forme, cela signifie qu'il s'agit d'une propriété fondamentale de l'Univers.
D'autres hypothèses ont été avancées. Ainsi, l'énergie sombre pourrait-elle être induite par l'existence de particules inconnues. Ces modèles sont appelés quintessence. Certaines théories affirment que ces particules ont été créées en quantité suffisante lors du big bang pour remplir tout l'espace. Néanmoins, si cela était le cas, on s'attendrait à ce qu'elles se regroupent, de la même manière que la matière ordinaire, et on observerait des variations de densité en fonction du temps. Aucune preuve n'en a été observée, mais la précision des observations ne permet pas d'exclure cette hypothèse. Toutefois, ce genre d'hypothèse se rapproche fortement des théories obsolètes de l'éther, précisément abandonnées car elles présupposaient l'existence d'une substance masquée emplissant tout l'Univers.
Une autre approche de l'énergie sombre consiste à prendre en compte la courbure inhomogène de l'époque récente de la formation des structures dans le cadre de l'équation d'Einstein sans constante cosmologique, en contraste avec l'approche homogène qui impose une courbure spatiale uniforme pour interpréter les observations de l'Univers dans lequel les grands vides et la toile cosmique sont évidents. Cette approche de la cosmologie inhomogène inclut surtout les solutions cosmologiques exactes inhomogènes de l'équation Einstein et l'approche des moyennes scalaires,. Dans ce cas, l'énergie sombre serait un artéfact d'une interprétation trop simpliste des observations extragalactiques, ne nécessitant aucun champ scalaire nouveau ni modification de l'équation d'Einstein.

### Constante cosmologique
L'énergie sombre peut être une notion directement reliée à la constante cosmologique {\displaystyle \Lambda }. Cette dernière apparaît dans le second membre de l'équation d'Einstein « modifiée »[réf. souhaitée] : {\displaystyle G_{\alpha \beta }=8\pi T_{\alpha \beta }+\Lambda g_{\alpha \beta }}.
Cette constante a été ajoutée par Albert Einstein à son équation primitive afin qu'elle puisse modéliser un Univers statique (il sera prouvé par la suite que l'Univers statique d'Einstein est instable). Elle introduit une sorte d'énergie (un champ scalaire constant) présente en tout point du continuum spatio-temporel, qui, avec un choix convenable de signe et de valeur, peut s'opposer à la gravité et modifier le profil d'évolution de la « taille de l'Univers » (facteur d'échelle dans la métrique FLRW).
Lors de la découverte de l'expansion de l'Univers (cf. Edwin Hubble), Einstein renia cette verrue (« l'erreur la plus patente de ma vie ») au profit de l'équation originelle (où {\displaystyle \Lambda } ne figure pas), jugée plus « esthétique » et conforme aux observations de l'époque. Jusque dans les années 1980, la constante cosmologique a été plus ou moins ignorée en cosmologie « conventionnelle ».
En fait, cette "erreur" n'en est peut-être pas une, car la constante cosmologique apparaît comme une des solutions les plus simples et naturelles au problème de l'énergie sombre. Un modèle cosmologique intégrant la constante cosmologique en tant qu'énergie sombre existe  : le modèle ΛCDM, qui est de plus en plus utilisé comme modèle de travail pour les cosmologistes.
Toutefois, cette solution ne s'impose pas (tout en restant toujours possible) pour les raisons suivantes :
- l'histoire de la constante cosmologique est jusqu'ici toujours la même, depuis Einstein : une constante ad hoc ajoutée artificiellement pour expliquer des observations ou un état supposé de l'Univers, et qui est finalement abandonnée[6] ;
- du point de vue de la physique des particules, la constante cosmologique apparaît comme la densité d'énergie du vide. Or, les calculs de cette densité d'énergie à l'aide du modèle standard donnent une valeur gigantesque de l'ordre de {\displaystyle \rho _{vide}=10^{74}GeV^{4}}, alors que la valeur attendue de la constante cosmologique est extrêmement faible, de l'ordre de {\displaystyle \rho _{\Lambda }=10^{-47}GeV^{4}}[DE 3]. Cette différence de plus de 120 ordres de grandeur entre la valeur théorique et celle mesurée n'est pas comprise. Il n'existe aucune explication ou théorie physique des champs donnant une valeur faible et non nulle pour l'énergie du vide[7].

Si on fait intervenir une supersymétrie totale de la physique des particules, la densité d'énergie du vide est alors précisément zéro, la contribution de chaque boson étant annulée par son fermion supersymétrique et réciproquement. Cependant, l'état actuel de l'Univers correspond à un état « brisé » de la supersymétrie, qui donne alors de nouveau pour le calcul de l'énergie du vide une valeur bien plus grande que celle attendue, bien que plus faible que celle du modèle standard (un rapport de l'ordre de {\displaystyle 10^{41}} au lieu de {\displaystyle 10^{120}}) ;
- cette différence d'ordre de grandeur implique également un ajustement fin de la constante cosmologique. Celle-ci a dû être égale à une certaine valeur, à {\displaystyle 10^{-123}} près, pour que l'évolution de l'Univers puisse donner son état actuel. Fixer arbitrairement un paramètre cosmologique avec une telle précision, sans base théorique, est scientifiquement difficilement acceptable[6] ;
- il faut que la valeur de l'énergie sombre reste rigoureusement constante au cours du temps. Ce point n'est pas encore établi. Les observations impliquent une densité d'énergie sombre de l'ordre de {\displaystyle \rho _{\Lambda }\approx a^{-n}}, avec a le facteur d'échelle de l'expansion de l'Univers, et n proche de zéro, et peut-être égal à zéro (donnant alors une constante)[DE 3]. De plus, l'énergie du vide est soumise à des fluctuations quantiques alors que la constante cosmologique est fondamentalement et rigoureusement une constante[7].

Ces raisons poussent les scientifiques à rechercher d'autres modèles d'énergie sombre, qui laissent une valeur nulle à la constante cosmologique.

### Autres modèles

Modèles d'énergie sombre, selon J.P. Uzan.

Les modèles d'énergie sombre, en dehors de la constante cosmologique, peuvent être classés en quatre classes principales. Les deux premières classes font l'hypothèse que la gravitation est correctement décrite par la relativité générale et introduisent de nouveaux degrés de liberté par rapport au modèle standard.
- Classe A  : les modèles où l'accélération est influencée par les effets de nouveaux champs physiques, ou - ce qui revient au même - de nouvelles particules. Ces nouveaux champs ne sont pas couplés et n’interagissent pas avec la matière normale ou noire, ou avec les photons. Les modèles de cette catégorie comprennent notamment la quintessence, la k-essence et le gaz de Chaplygin.
- Classe B : ces modèles introduisent également de nouveaux champs, très faibles de manière à ne pas changer notablement le taux d'expansion de l'Univers, mais qui peuvent être couplés aux photons. Ces modèles visent à expliquer l'affaiblissement de la lumière des supernovas non par une accélération de l'expansion de l'Univers, mais par un couplage d'un champ affectant les observations. Par exemple, la théorie de l'oscillation photon-axion[9], qui suppose que la lumière s'affaiblit avec la distance par des oscillations des photons en axions invisibles.

Les deux autres classes modifient la relativité générale :
- Classe C : ces modèles introduisent de nouveaux champs, fortement couplés aux champs du modèle standard jusqu'à dominer la matière normale. Ce couplage fort implique de modifier les équations de la relativité générale et/ou changer les valeurs de certaines constantes fondamentales pour décrire les effets de la gravitation. Ces modèles incluent la gravité f(R) ou des modèles de quintessence étendue, et toutes celles impliquant des champs scalaires fortement couplés.
- Classe D : ces modèles introduisent des modifications drastiques de la relativité générale, avec plusieurs types, jusqu'à une infinité, de gravitons. Ces modèles incluent les modèles branaires avec dimensions supplémentaires, la multigravité, ou gravité simulée.

## Implications sur le destin de l'Univers
Si l'énergie sombre continue de dominer la balance énergétique de l'Univers, l'expansion observée de l'espace va continuer à accélérer. Les structures qui ne sont pas liées gravitationnellement finiront par s'éloigner les unes des autres à des vitesses apparentes supérieures à celle de la lumière. Ainsi, cette accélération nous empêchera finalement d'observer des portions importantes de l'Univers qui sont aujourd'hui visibles ; notre horizon cosmologique, plutôt que de reculer, finira par se rapprocher de nous.
Si la densité de l'énergie sombre n'augmente pas, l'existence des systèmes liés par la gravitation, tels les galaxies ou les systèmes planétaires, n'est pas menacée. Ainsi le Système solaire ou la Voie lactée demeureront essentiellement identiques à ce qu'ils sont aujourd'hui, alors que le reste de l'Univers, au-delà de notre super-amas local, semblera s'éloigner constamment.
En revanche, si l'énergie sombre augmente avec le temps, on se retrouve dans un scénario de type Big Rip, où toute la matière de l'Univers, jusque dans ses atomes mêmes, se désintégrerait, laissant un Univers infini et totalement vide.
Finalement, l'énergie sombre pourrait se diluer avec le temps, voire s'inverser. Les incertitudes sur les observations laissent la porte ouverte sur le fait que la gravité puisse un jour dominer un Univers, qui se contracterait alors sur lui-même et disparaîtrait dans un Big Crunch. Ce scénario est néanmoins considéré comme le moins probable.
En mai 2004, la publication[réf. nécessaire] de travaux réalisés avec le satellite Chandra consistant à mesurer les distances de 26 amas de galaxies lointains semblent confirmer que l'expansion a commencé à accélérer il y a 6 milliards d'années, et que l'énergie sombre semble rester constante, ou alors varie très lentement. Ces résultats sont toutefois en désaccord avec ceux obtenus par le satellite européen XMM-Newton.
Cela est compatible avec l'existence d'une constante cosmologique et rend le scénario du Big Crunch très improbable.

## Autres hypothèses
En 2017, André Maeder de l'Université de Genève (UNIGE) propose de prendre en compte une nouvelle hypothèse dite de « l'invariance d'échelle du vide ». Les premiers tests du modèle semblent corroborer les observations. Le nouveau modèle permettrait, s'il est confirmé, de se passer de matière et d’énergie sombres,.

### Modèles d'univers sans énergie sombre
En 2019, une étude a montré que, si la matière noire est visqueuse et a la capacité d'interagir avec elle-même, alors elle rend compte des effets associés à l'énergie sombre sans présupposer son existence.

### Remise en cause de l'accélération de l'expansion de l'univers
Quelques spécialistes avancent l'hypothèse que l'accélération de l'expansion de l'Univers, qui a motivé la création du concept d'énergie sombre, pourrait en fait résulter d'un biais observationnel. Mais cette étude a été réfutée par une réanalyse en mai 2020 par une autre équipe.

### Remise en cause de la constance de l'énergie sombre
En 2025, les récentes observations de l’instrument DESI suggèrent que l’énergie sombre, moteur de l’expansion de l’Univers, pourrait évoluer au fil du temps, remettant en question le modèle cosmologique standard. Ces résultats, basés sur l’étude de 15 millions de galaxies et de quasars, indiquent une accélération plus marquée de l’expansion il y a environ 7 milliards d’années (Ga), suivie d’un affaiblissement depuis 2,5 Ga. Toutefois, ces conclusions nécessitent des confirmations par de nouvelles observations, notamment avec les télescopes Euclid, Nancy-Grace-Roman et Vera-Rubin,,.